# Гаджа Орест Несторович
Орест Несторович Гаджа (псевдо.: «Кармелюк», «Палій», «Клим»; нар. 6 жовтня 1913, с.Карапчів, нині Вижницький район, Чернівецька область — пом. березень 1945, с.Розтоки, нині Вижницький район, Чернівецька область) — український військовик, поручник УПА, сотенний 1-ї сотні Буковинського куреня УПА (лютий—березень 1945), військовий референт Буковинського обласного проводу ОУН (березень—травень 1944).

## Життєпис
Орест Гаджа народився 6 жовтня 1913 року в селі Карапчів на Буковині. Працював адвокатом. Член ОУН.
У 1941 році учасник похідної групи ОУН, з якою прийшов у Крим, де перебував у 1942-1943 роках. Повернувся на Буковину та був працівником військової референтури Буковинського обласного проводу ОУН. У березні—травні 1944 року Орест Гаджа військовий референт Буковинського обласного проводу ОУН.
Влітку перейшов на Косівщину, де був сотенним сотні куреня «Карпатський» ТВ-21 «Гуцульщина», Військової округи-4 «Говерла», групи УПА-Захід.
У лютому 1945 року переведений на Буковину. З лютого по березень 1945 року Орест Гаджа сотенний 1-ї сотні Буковинського куреня УПА.
Помер від тифу в селі Розтоки.